# Alliat
Alliat est une commune française, située dans le département de l'Ariège en région Occitanie.
Localisée dans le sud du département, la commune  fait partie, sur le plan historique et culturel, du pays du Sabarthès, structuré par la haute vallée de l'Ariège en amont du pays de Foix avec Tarascon-sur-Ariège comme ville principale. Exposée à un climat de montagne, elle est drainée par le Vicdessos, un bras du ruisseau de Vicdessos et le ruisseau de la Grange. Incluse dans le parc naturel régional des Pyrénées ariégeoises, la commune possède un patrimoine naturel remarquable composé de six zones naturelles d'intérêt écologique, faunistique et floristique.
Alliat est une commune rurale qui compte 56 habitants en 2022, après avoir connu un pic de population de 135 habitants en 1881. Elle fait partie de l'aire d'attraction de Tarascon-sur-Ariège. Ses habitants sont appelés les Alliatois ou Alliatoises.
Le patrimoine architectural de la commune comprend un immeuble protégé au titre des monuments historiques : la grotte de la Vache, inscrite en 1952.

## Géographie

### Localisation
1. Carte dynamique
2. Carte Openstreetmap
3. Carte topographique
4. Carte avec les communes environnantes

La commune d'Alliat se trouve dans le département de l'Ariège, en région Occitanie.
Commune de la Haute-Ariège des Pyrénées  située dans le parc naturel régional des Pyrénées ariégeoises en vallée de Vicdessos, à 15 km de Foix et à 5 km de Tarascon-sur-Ariège.
Elle se situe à 17 km à vol d'oiseau de Foix, préfecture du département, et à 4 km de Tarascon-sur-Ariège, bureau centralisateur du canton du Sabarthès dont dépend la commune depuis 2015 pour les élections départementales.
La commune fait en outre partie du bassin de vie de Tarascon-sur-Ariège.
Les communes les plus proches sont : 
Niaux (0,6 km), Génat (1,3 km), Lapège (2,1 km), Capoulet-et-Junac (2,4 km), Miglos (3,0 km), Ussat (3,2 km), Quié (3,3 km), Ornolac-Ussat-les-Bains (3,7 km).
Sur le plan historique et culturel, Alliat fait partie du pays de Sabarthès, structuré par la haute vallée de l'Ariège en amont du pays de Foix avec Tarascon-sur-Ariège comme ville principale.

### Communes limitrophes
Les communes limitrophes sont Capoulet-et-Junac, Génat, Lapège, Niaux, Quié et Tarascon-sur-Ariège.
| Génat  | Quié              | Tarascon-sur-Ariège |
|        | Alliat            | Niaux               |
| Lapège | Capoulet-et-Junac |                     |

### Géologie et relief
La commune est située dans les Pyrénées, une chaîne montagneuse jeune, érigée durant l'ère tertiaire (il y a 40 millions d'années environ), en même temps que les Alpes. Les terrains affleurants sur le territoire communal sont constitués de roches sédimentaires datant du Mésozoïque, anciennement appelé Ère secondaire, qui s'étend de −252,2 à −66,0 Ma. La structure détaillée des couches affleurantes est décrite dans la feuille « n°1087 - Vicdessos » de la carte géologique harmonisée au 1/50 000ème du département de l'Ariège, et sa notice associée.
La superficie cadastrale de la commune publiée par l’Insee, qui sert de références dans toutes les statistiques, est de 3,46 km2,. La superficie géographique, issue de la BD Topo, composante du Référentiel à grande échelle produit par l'IGN, est quant à elle de 3,45 km2. Son relief est particulièrement découpé puisque la dénivelée maximale atteint 768 mètres. L'altitude du territoire varie entre 500 m et 1 268 m.

### Hydrographie

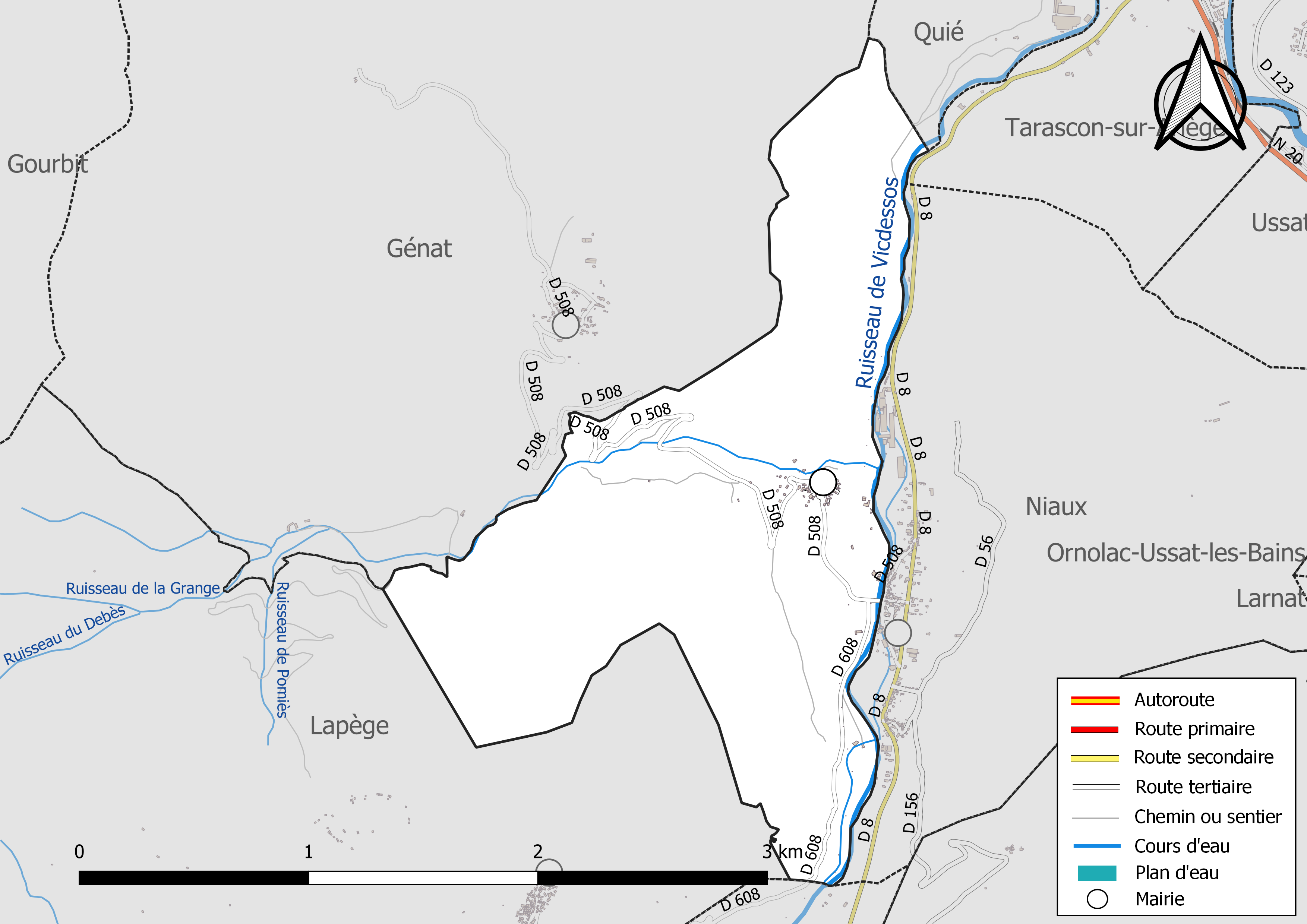
Réseaux hydrographique et routier d'Alliat.

La commune est drainée par le Vicdessos, un bras du ruisseau de Vicdessos et le ruisseau de la Grange, constituant un réseau hydrographique de 4 km de longueur totale,.
Le Vicdessos, d'une longueur totale de 36,8 km, prend sa source dans la commune d'Auzat et s'écoule du sud vers le nord. Il longe la commune sur son flanc est et se jette dans l'Ariège à Tarascon-sur-Ariège, après avoir traversé 8 communes.

### Climat
Pour des articles plus généraux, voir Climat de l'Occitanie et Climat de l'Ariège.
En 2010, le climat de la commune est de type climat des marges montargnardes, selon une étude s'appuyant sur une série de données couvrant la période 1971-2000. En 2020, Météo-France publie une typologie des climats de la France métropolitaine dans laquelle la commune est exposée à un climat de montagne et est dans la région climatique Pyrénées centrales, caractérisée par une pluviométrie annuelle de 1 000 à 1 200 mm.
Pour la période 1971-2000, la température annuelle moyenne est de 11,4 °C, avec une amplitude thermique annuelle de 15,3 °C. Le cumul annuel moyen de précipitations est de 1 291 mm, avec 10,3 jours de précipitations en janvier et 7,5 jours en juillet. Pour la période 1991-2020, la température moyenne annuelle observée sur la station météorologique la plus proche, située sur la commune d'Aston à 9 km à vol d'oiseau, est de 5,9 °C et le cumul annuel moyen de précipitations est de 1 103,9 mm,. Pour l'avenir, les paramètres climatiques de la commune estimés pour 2050 selon différents scénarios d'émission de gaz à effet de serre sont consultables sur un site dédié publié par Météo-France en novembre 2022.

### Milieux naturels et biodiversité

#### Espaces protégés
La protection réglementaire est le mode d’intervention le plus fort pour préserver des espaces naturels remarquables et leur biodiversité associée,.
La commune fait partie du parc naturel régional des Pyrénées ariégeoises, créé en 2009 et d'une superficie de 245 973 ha, qui s'étend sur 138 communes du département. Ce territoire unit les plus hauts sommets aux frontières de l’Andorre et de l’Espagne (la Pique d’Estats, le Mont Valier, etc) et les plus hautes vallées des avants-monts, jusqu’aux plissements du Plantaurel.

#### Zones naturelles d'intérêt écologique, faunistique et floristique
L’inventaire des zones naturelles d'intérêt écologique, faunistique et floristique (ZNIEFF) a pour objectif de réaliser une couverture des zones les plus intéressantes sur le plan écologique, essentiellement dans la perspective d’améliorer la connaissance du patrimoine naturel national et de fournir aux différents décideurs un outil d’aide à la prise en compte de l’environnement dans l’aménagement du territoire.
Quatre ZNIEFF de type 1 sont recensées sur la commune :
- le « massif du pic des Trois-Seigneurs » (11 200 ha), couvrant 10 communes du département[26] ;
- les « parois calcaires et quiès du bassin de Tarascon » (8 161 ha), couvrant 58 communes du département[27] ;
- le « ruisseau de Vicdessos en aval d'Auzat » (152 ha), couvrant 8 communes du département[28] ;
- la « soulane du massif des Trois-Seigneurs » (4 809 ha), couvrant 11 communes du département[29] ;

et deux ZNIEFF de type 2, : 
- la « moyenne montagne du Vicdessos et massif des Trois Seigneurs » (21 558 ha), couvrant 17 communes du département[30] ;
- les « parois calcaires et quiès de la haute vallée de l'Ariège » (9 891 ha), couvrant 40 communes du département[31].

Carte des ZNIEFF de type 1 et 2 à Alliat.
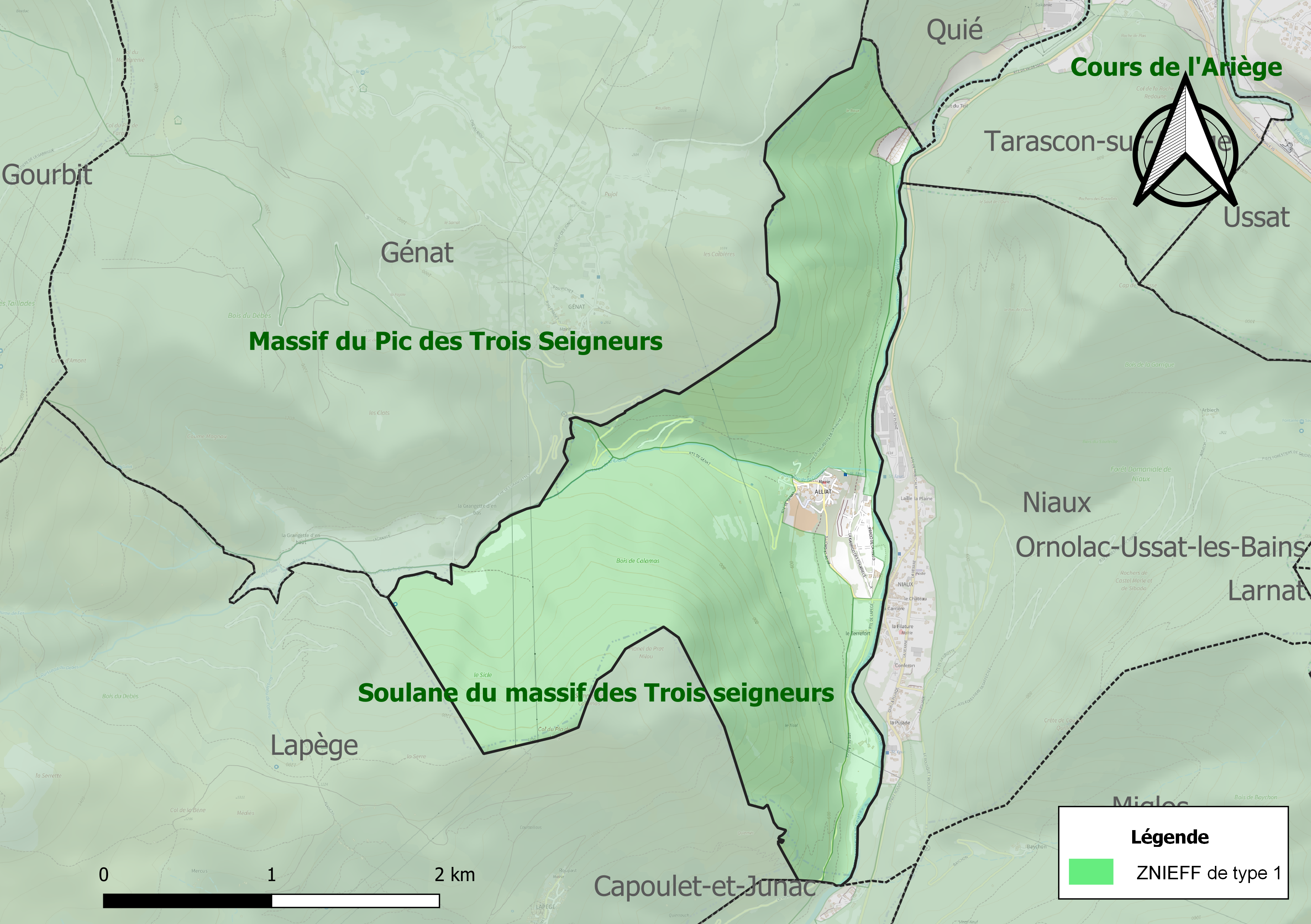
Carte des ZNIEFF de type 1 sur la commune.
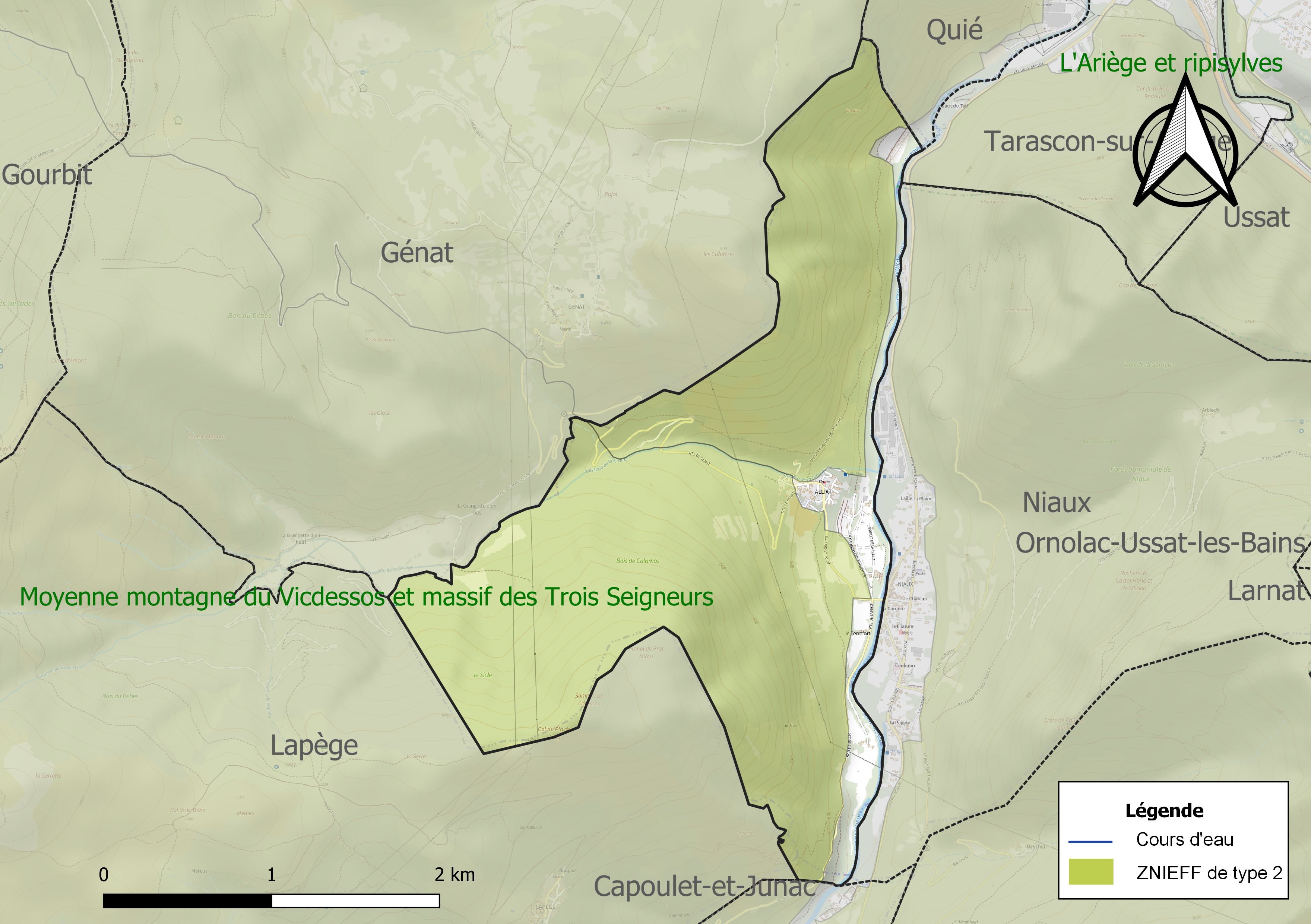
Carte des ZNIEFF de type 2 sur la commune.

## Urbanisme

### Typologie
Au 1er janvier 2024, Alliat est catégorisée commune rurale à habitat dispersé, selon la nouvelle grille communale de densité à 7 niveaux définie par l'Insee en 2022.
Elle est située hors unité urbaine. Par ailleurs la commune fait partie de l'aire d'attraction de Tarascon-sur-Ariège, dont elle est une commune de la couronne,. Cette aire, qui regroupe 6 communes, est catégorisée dans les aires de moins de 50 000 habitants,.

### Occupation des sols

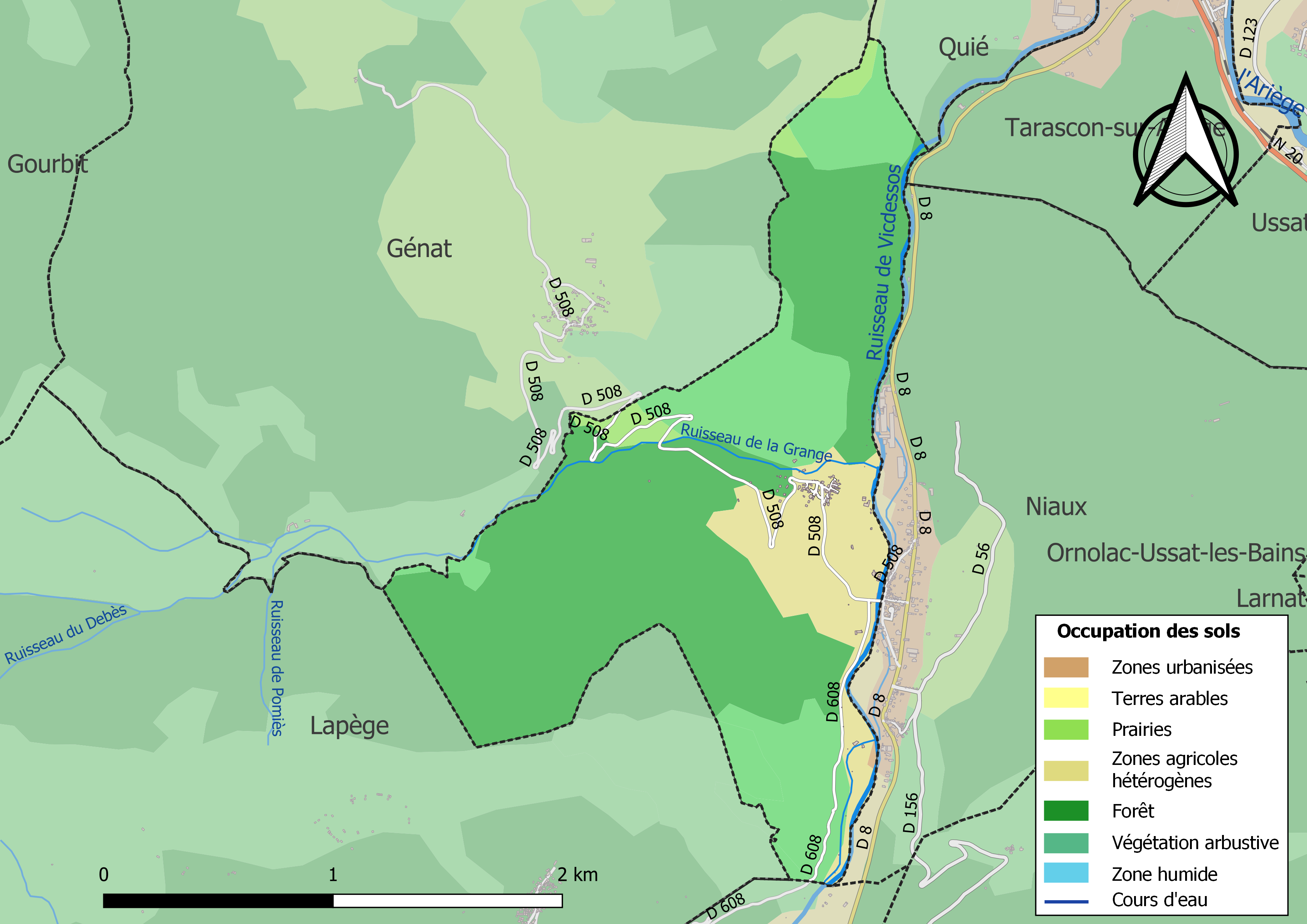
Carte des infrastructures et de l'occupation des sols de la commune en 2018 (CLC).

L'occupation des sols de la commune, telle qu'elle ressort de la base de données européenne d’occupation biophysique des sols Corine Land Cover (CLC), est marquée par l'importance des forêts et milieux semi-naturels (83,8 % en 2018), une proportion sensiblement équivalente à celle de 1990 (83 %). La répartition détaillée en 2018 est la suivante : 
forêts (59,8 %), milieux à végétation arbustive et/ou herbacée (23,9 %), zones agricoles hétérogènes (11 %), zones urbanisées (2,7 %), prairies (2,4 %). L'évolution de l’occupation des sols de la commune et de ses infrastructures peut être observée sur les différentes représentations cartographiques du territoire : la carte de Cassini (XVIIIe siècle), la carte d'état-major (1820-1866) et les cartes ou photos aériennes de l'IGN pour la période actuelle (1950 à aujourd'hui).

### Habitat et logement
En 2018, le nombre total de logements dans la commune était de 56, alors qu'il était de 81 en 2013 et de 114 en 2008.
Parmi ces logements, 49,2 % étaient des résidences principales, 41,4 % des résidences secondaires et 9,4 % des logements vacants. Ces logements étaient pour 98,3 % d'entre eux des maisons individuelles et pour 1,7 % des appartements.
Le tableau ci-dessous présente la typologie des logements à Alliat en 2018 en comparaison avec celle de l'Ariège et de la France entière. Une caractéristique marquante du parc de logements est ainsi une proportion de résidences secondaires et logements occasionnels (41,4 %) supérieure à celle du département (24,6 %) et à celle de la France entière (9,7 %). Concernant le statut d'occupation de ces logements, 79,3 % des habitants de la commune sont propriétaires de leur logement (75 % en 2013), contre 66,3 % pour l'Ariège et 57,5 % pour la France entière.
| Typologie                                               | Alliat | Ariège | France entière |
| ------------------------------------------------------- | ------ | ------ | -------------- |
| Résidences principales (en %)                           | 49,2   | 65,7   | 82,1           |
| Résidences secondaires et logements occasionnels (en %) | 41,4   | 24,6   | 9,7            |
| Logements vacants (en %)                                | 9,4    | 9,7    | 8,2            |

### Risques majeurs
Le territoire de la commune d'Alliat est vulnérable à différents aléas naturels : inondations, climatiques (grand froid ou canicule), feux de forêts, mouvements de terrains et séisme (sismicité modérée). Il est également exposé à un risque technologique,  la rupture d'un barrage,.

#### Risques naturels

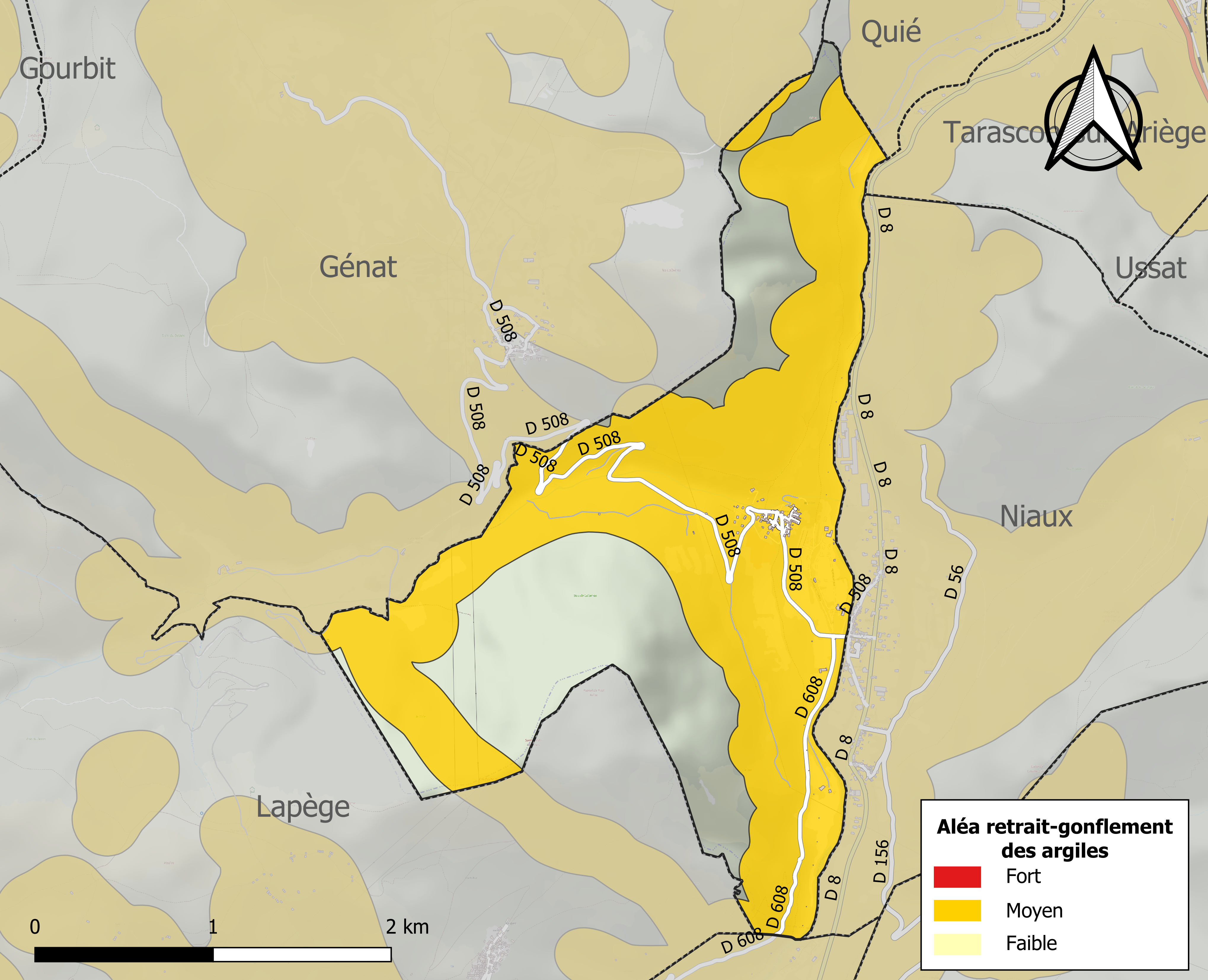
Zonage de l'aléa retrait-gonflement des argiles sur la commune d'Alliat.

Certaines parties du territoire communal sont susceptibles d’être affectées par le risque d’inondation par crue torrentielle d'un cours d'eau, ou ruissellement d'un versant.
Les mouvements de terrains susceptibles de se produire sur la commune sont soit des chutes de blocs, soit des glissements de terrains, soit des effondrements liés à des cavités souterraines, soit des mouvements liés au retrait-gonflement des argiles. Près de 50 % de la superficie de l’Ariège est concernée par l'aléa retrait-gonflement des argiles, dont la commune d'Alliat. L'inventaire national des cavités souterraines permet par ailleurs de localiser celles situées sur la commune.

#### Risques technologiques
Dans le département de l’Ariège on dénombre cinq grands barrages susceptibles d’occasionner des dégâts en cas de rupture. La commune fait partie des 80 communes susceptibles d’être touchées par l’onde de submersion consécutive à la rupture d’un de ces barrages. Elle est en effet dans la zone de proximité immédiate d'un barrage classé PPI.

## Politique et administration

### Découpage territorial
La commune d'Alliat est membre de la communauté de communes du Pays de Tarascon, un établissement public de coopération intercommunale (EPCI) à fiscalité propre créé le 21 juillet 1994 dont le siège est à Tarascon-sur-Ariège. Ce dernier est par ailleurs membre d'autres groupements intercommunaux.
Sur le plan administratif, elle est rattachée à l'arrondissement de Foix, au département de l'Ariège, en tant que circonscription administrative de l'État, et à la région Occitanie.
Sur le plan électoral, elle dépend du canton du Sabarthès pour l'élection des conseillers départementaux, depuis le redécoupage cantonal de 2014 entré en vigueur en 2015, et de la première circonscription de l'Ariège  pour les élections législatives, depuis le redécoupage électoral de 1986.

### Liste des maires
| Période                                  | Période   | Identité                   | Étiquette | Qualité             |
| ---------------------------------------- | --------- | -------------------------- | --------- | ------------------- |
| 2001                                     | juin 2015 | Alain Brillu               | DVG       | Retraité            |
| juin 2015                                | En cours  | Marie-Françoise Kalandadze |           | Agent administratif |
| Les données manquantes sont à compléter. |           |                            |           |                     |

## Population et société

### Démographie
| 1793 | 1800 | 1806 | 1821 | 1831 | 1836 | 1841 | 1846 | 1851 |
| ---- | ---- | ---- | ---- | ---- | ---- | ---- | ---- | ---- |
| 72   | 112  | 96   | 111  | 124  | 131  | 114  | 135  | 129  |

| 1856 | 1861 | 1866 | 1872 | 1876 | 1881 | 1886 | 1891 | 1896 |
| ---- | ---- | ---- | ---- | ---- | ---- | ---- | ---- | ---- |
| 97   | 128  | 134  | 115  | 130  | 135  | 128  | 95   | 97   |

| 1901 | 1906 | 1911 | 1921 | 1926 | 1931 | 1936 | 1946 | 1954 |
| ---- | ---- | ---- | ---- | ---- | ---- | ---- | ---- | ---- |
| 106  | 97   | 89   | 81   | 72   | 65   | 54   | 55   | 79   |

| 1962 | 1968 | 1975 | 1982 | 1990 | 1999 | 2005 | 2006 | 2010 |
| ---- | ---- | ---- | ---- | ---- | ---- | ---- | ---- | ---- |
| 75   | 71   | 68   | 65   | 55   | 62   | 65   | 66   | 61   |

| 2015 | 2020 | 2022 | - | - | - | - | - | - |
| ---- | ---- | ---- | - | - | - | - | - | - |
| 54   | 56   | 56   | - | - | - | - | - | - |

### Sports
- Des voies d'escalade bordent les « spoulgas ».
- Ferme équestre.

## Économie

### Emploi
| Division       | 2008   | 2013   | 2018   |
| -------------- | ------ | ------ | ------ |
| Commune        | 17,5 % | 20,7 % | 23,1 % |
| Département    | 8,9 %  | 11,1 % | 11,2 % |
| France entière | 8,3 %  | 10 %   | 10 %   |

En 2018, la population âgée de 15 à 64 ans s'élève à 37 personnes, parmi lesquelles on compte 87,2 % d'actifs (64,1 % ayant un emploi et 23,1 % de chômeurs) et 12,8 % d'inactifs,. Depuis 2008, le taux de chômage communal (au sens du recensement) des 15-64 ans est supérieur à celui de la France et du département.
La commune fait partie de la couronne de l'aire d'attraction de Tarascon-sur-Ariège, du fait qu'au moins 15 % des actifs travaillent dans le pôle,. Elle compte 10 emplois en 2018, contre 10 en 2013 et 12 en 2008. Le nombre d'actifs ayant un emploi résidant dans la commune est de 24, soit un indicateur de concentration d'emploi de 40,7 % et un taux d'activité parmi les 15 ans ou plus de 64,2 %.
Sur ces 24 actifs de 15 ans ou plus ayant un emploi, 7 travaillent dans la commune, soit 28 % des habitants. Pour se rendre au travail, 76 % des habitants utilisent un véhicule personnel ou de fonction à quatre roues, 16 % s'y rendent en deux-roues, à vélo ou à pied et 8 % n'ont pas besoin de transport (travail au domicile).

### Activités hors agriculture
6 établissements sont implantés  à Alliat au 31 décembre 2019.
Le secteur du commerce de gros et de détail, des transports, de l'hébergement et de la restauration est prépondérant sur la commune puisqu'il représente 33,3 % du nombre total d'établissements de la commune (2 sur les 6 entreprises implantées  à Alliat), contre 27,5 % au niveau départemental.

## Culture locale et patrimoine

### Lieux et monuments
- La grotte de la Vache : elle a été ouverte au public en 1979 en raison de la richesse et du grand intérêt des couches archéologiques découvertes dans l'entrée et dans la Salle Monique. Elle a livré l'une des plus riches collections d'objets préhistoriques d'époque magdalénienne (12 000 à 14 000 ans), dont de très nombreux harpons et pointes de sagaies mais aussi plus de deux cents œuvres d'art mobilier : ossements, bois de rennes et bois de cerfs décorés par gravure ou même sculpture de représentations d'animaux, parfois d'humains, dont des espèces rarement figurées à cette époque : panthères, ours, loups, saumons, antilopes saïgas, oiseaux…

Elle est l'une des premières grottes fouillées en Ariège par Félix Garrigou, avant 1867. Un deuxième gisement fut découvert en 1952 et fut fouillé par son inventeur Romain Robert jusqu'en 1964.
- Grotte fortifiée « Spoulga d'Alliat »: à 100 m de la grotte de la Vache. Plan et description dans « Monographies villageoises en Sabarthès », Florence Guillot, 1999.

Début 2017, la commune est « réputée sans clochers ».

## Pour approfondir